# Scopula pulverosaria
Scopula pulverosaria là một loài bướm đêm trong họ Geometridae.